# Giorgi Peikrischwili
Giorgi Peikrischwili (georgisch გიორგი ფეიქრიშვილი; * 28. Februar 1983) ist ein ehemaliger georgischer Fußballspieler.

## Karriere
Von 2007 bis 2008 spielte er beim Dinamo Tiflis. 2009 lief der Mittelfeldspieler für den kasachischen Erstligisten FK Atyrau auf.
2016 beendete er seine Karriere.